# Phytomyptera spinacrista
Phytomyptera spinacrista là một loài ruồi trong họ Tachinidae.